# Spanish Juniors 2021
Die Spanish Juniors 2021 im Badminton fanden vom 11. bis zum 13. Juni 2021 im Camilo Cano Pavilion in La Nucia statt.

## Sieger und Platzierte
| Disziplin    | Gold                          | Silber                           | Bronze                           |
| ------------ | ----------------------------- | -------------------------------- | -------------------------------- |
| Herreneinzel | Tauri Kilk                    | Sacha Lévêque                    | Jacobo Fernández                 |
| Herreneinzel | Tauri Kilk                    | Sacha Lévêque                    | Ethan Rose                       |
| Dameneinzel  | Catlyn Kruus                  | Lisa Curtin                      | Marie Cesari                     |
| Dameneinzel  | Catlyn Kruus                  | Lisa Curtin                      | Jaymie Laurens                   |
| Herrendoppel | Alex Green Nathan Moore       | Maël Cattoen Quentin Ronget      | Tauri Kilk Oskar Männik          |
| Herrendoppel | Alex Green Nathan Moore       | Maël Cattoen Quentin Ronget      | Noah Haase Dyon van Wijlick      |
| Damendoppel  | Kirsten de Wit Jaymie Laurens | Lucía Rodríguez Ania Setién      | Yasmine Hamza Gianna Stiglich    |
| Damendoppel  | Kirsten de Wit Jaymie Laurens | Lucía Rodríguez Ania Setién      | Catlyn Kruus Ramona Üprus        |
| Mixed        | Maël Cattoen Émilie Drouin    | Rodrigo Sanjurjo Lucía Rodríguez | Nacho Cervelló Ana Caballero     |
| Mixed        | Maël Cattoen Émilie Drouin    | Rodrigo Sanjurjo Lucía Rodríguez | Rubén García María de la O Pérez |